# 上海隔都 (电影)
《上海隔都》是一部2002年拍摄的关于上海隔都历史的纪录片，制片／导演是Dana Janklowicz-Mann和Amir Mann，解说是奥斯卡奖得主马丁·兰道（Martin Landau）。片中采访了一批当事人，背景音乐采用了中国二胡音乐，达到如泣如诉的效果。 